# NCsoft
NCsoft – południowokoreańskie przedsiębiorstwo informatyczne z siedzibą w Seulu, zajmujące się produkcją gier komputerowych z gatunku MMORPG.

## Historia
Przedsiębiorstwo zostało założone w marcu 1997 przez Tak Jin Kima, koreańskiego programistę, twórcę procesora tekstu Hangul. Jednym z pierwszych produktów firmy był NC HTML Editor. We wrześniu 1999 firma NCsoft wypuściła na rynek swoją pierwszą grę, Lineage. Lineage w grudniu 2000 roku była pierwszą grą MMORPG w Korei która przekroczyła 100 000 aktywnych użytkowników. Sukces ten pomógł NCsoft rozszerzyć swoją działalność na Tajwan, Chiny, Japonię, Europę oraz Stany Zjednoczone.

## Gry

### Gry aktywne
| Tytuł        | Producent               | Gatunek |
| ------------ | ----------------------- | ------- |
| Guild Wars 2 | ArenaNet                | MMO     |
| Aion         | NCsoft (Team Aion)      | MMO     |
| Blade & Soul | NCsoft (Team Bloodlust) | MMO     |
| Guild Wars   | ArenaNet                | MMO     |
| Lineage II   | NCsoft                  | MMO     |
| Lineage      | NCsoft                  | MMO     |
| WildStar     | Carbine Studios         | MMO     |

#### Gry dostępne tylko z Ntreev Soft Co., Ltd.
| Tytuł                                | Producent   | Gatunek      |
| ------------------------------------ | ----------- | ------------ |
| Trickster                            | Ntreev Soft | MMO          |
| Pangya                               | Ntreev Soft | Sport Casual |
| The story of my horse and me, Alicia | Ntreev Soft | Sport Casual |

### Tytuły niedostępne w języku angielskim
| Tytuł         | Producent                 | Gatunek          |
| ------------- | ------------------------- | ---------------- |
| Jan Ryu Mon   | NCsoft Japan              | Mahjong          |
| Love Beat     | CrazyDiamond              | Gra Taneczna     |
| Murim Jekook  | Longtu Network Technology | Gra Strategiczna |
| Point Blank   | Zepetto                   | FPS              |
| Punch Monster | Next Play                 | MMO              |

### Planowane
| Tytuł           | Producent | Gatunek |
| --------------- | --------- | ------- |
| Lineage Eternal | NCsoft    | MMO     |

### Projekty zamknięte
| Tytuł                       | Producent                         | Gatunek    |
| --------------------------- | --------------------------------- | ---------- |
| Auto Assault                | NetDevil                          | MMO        |
| City of Heroes (seria)      | Cryptic Studios & Paragon Studios | MMO        |
| Dungeon Runners             | NCsoft                            | MMO        |
| Dragonica                   | Barunson Interactive              | Casual MMO |
| Exteel                      | NCsoft (E&G Studios)              | TPS        |
| Point Blank (Korean Server) | Zepetto                           | FPS        |
| Tabula Rasa                 | Destination Games                 | MMO        |